# آل شمباء

تعديل مصدري - تعديل

آل شمباء هي إحدى قرى عزلة  الوضيع بمديرية الوضيع التابعة لمحافظة أبين، بلغ تعداد سكانها 252 نسمة حسب تعداد اليمن لعام 2004.